# Saharalantaarntje
Het Saharalantaarntje (Ischnura saharensis) is een libellensoort uit de familie van de waterjuffers (Coenagrionidae). De Nederlandstalige naam is ontleend aan Libellen van Europa.
De soort staat op de Rode Lijst van de IUCN als niet bedreigd, beoordelingsjaar 2009, de trend van de populatie is volgens de IUCN stabiel.
De wetenschappelijke naam van de soort werd in 1958 gepubliceerd door P. Aguesse.